# Arrondissement Cosne-Cours-sur-Loire
Das Arrondissement Cosne-Cours-sur-Loire ist eine Verwaltungseinheit im französischen Département Nièvre innerhalb der Region Bourgogne-Franche-Comté. Hauptort (Sitz der Unterpräfektur) ist Cosne-Cours-sur-Loire.
Es besteht aus drei Kantonen und 63 Gemeinden.

## Kantone
- La Charité-sur-Loire (mit 27 von 28 Gemeinden)
- Cosne-Cours-sur-Loire
- Pouilly-sur-Loire

## Gemeinden
Die Gemeinden des Arrondissements Cosne-Cours-sur-Loire sind:
| 1. Alligny-Cosne (58002)           | 2. Annay (58007)                    | 3. Arbourse (58009)                   | 4. Arquian (58012)                   |
| 5. Arthel (58013)                  | 6. Arzembouy (58014)                | 7. Beaumont-la-Ferrière (58027)       | 8. Bitry (58033)                     |
| 9. Bouhy (58036)                   | 10. Bulcy (58042)                   | 11. Cessy-les-Bois (58048)            | 12. Champlemy (58053)                |
| 13. Champvoux (58056)              | 14. Chasnay (58061)                 | 15. Châteauneuf-Val-de-Bargis (58064) | 16. Chaulgnes (58067)                |
| 17. Ciez (58077)                   | 18. Colméry (58081)                 | 19. Cosne-Cours-sur-Loire (58086)     | 20. Couloutre (58089)                |
| 21. Dampierre-sous-Bouhy (58094)   | 22. Dompierre-sur-Nièvre (58101)    | 23. Donzy (58102)                     | 24. Garchy (58122)                   |
| 25. Giry (58127)                   | 26. La Celle-sur-Loire (58044)      | 27. La Celle-sur-Nièvre (58045)       | 28. La Charité-sur-Loire (58059)     |
| 29. La Marche (58155)              | 30. Lurcy-le-Bourg (58147)          | 31. Menestreau (58162)                | 32. Mesves-sur-Loire (58164)         |
| 33. Montenoison (58174)            | 34. Moussy (58184)                  | 35. Murlin (58186)                    | 36. Myennes (58187)                  |
| 37. Nannay (58188)                 | 38. Narcy (58189)                   | 39. Neuvy-sur-Loire (58193)           | 40. Oulon (58203)                    |
| 41. Perroy (58209)                 | 42. Pougny (58213)                  | 43. Pouilly-sur-Loire (58215)         | 44. Prémery (58218)                  |
| 45. Raveau (58220)                 | 46. Saint-Amand-en-Puisaye (58227)  | 47. Saint-Andelain (58228)            | 48. Saint-Aubin-les-Forges (58231)   |
| 49. Saint-Bonnot (58234)           | 50. Sainte-Colombe-des-Bois (58236) | 51. Saint-Laurent-l’Abbaye (58248)    | 52. Saint-Loup-des-Bois (58251)      |
| 53. Saint-Malo-en-Donziois (58252) | 54. Saint-Martin-sur-Nohain (58256) | 55. Saint-Père (58261)                | 56. Saint-Quentin-sur-Nohain (58265) |
| 57. Saint-Vérain (58270)           | 58. Sichamps (58279)                | 59. Suilly-la-Tour (58281)            | 60. Tracy-sur-Loire (58295)          |
| 61. Tronsanges (58298)             | 62. Varennes-lès-Narcy (58302)      | 63. Vielmanay (58307)                 |                                      |

## Neuordnung der Arrondissements 2017

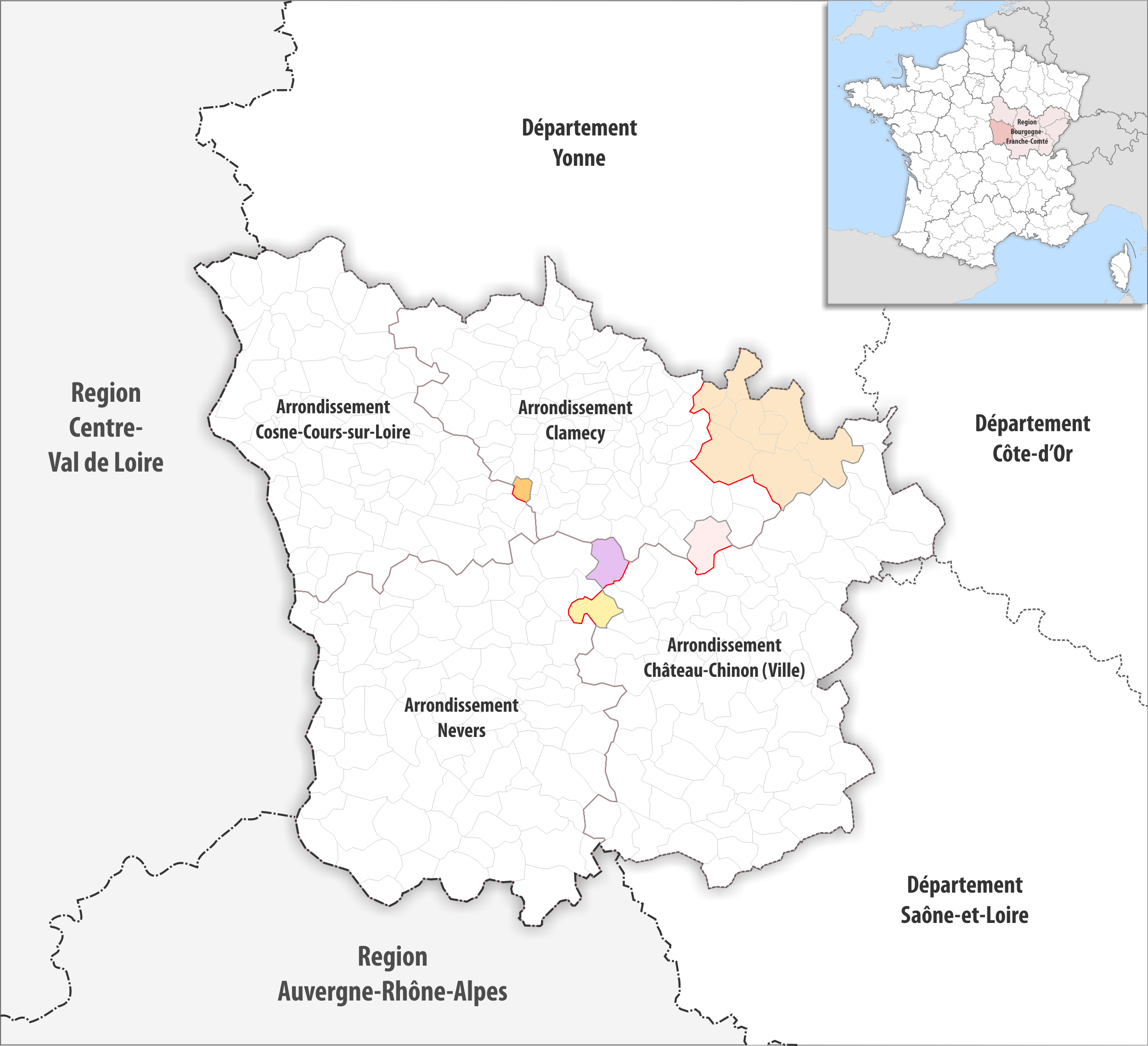
Arrondissementsanpassungen im Jahr 2017

Durch die Neuordnung der Arrondissements im Jahr 2017 wurde die Fläche der Gemeinde Champlin vom Arrondissement Cosne-Cours-sur-Loire dem Arrondissement Clamecy zugewiesen.